# Кайрат (мини-футбольный клуб)
«Кайрат» — казахстанский футзальный клуб, базирующийся в Алма-Ате. Основан в 1995 году, и является одним из сильнейших клубов Европы, о чем свидетельствуют 2 чемпионства в Лиге Чемпионов УЕФА по футзалу в сезонах 2012-2013 и 2014-2015 годов. И стабильное попадание в Финал четырёх в Лиге Чемпионов УЕФА. На начало 2023 года АФК "Кайрат" 9 раз становился участником Финала четырех Лиги чемпионов УЕФА по футзалу.
По состоянию на  01 января 2023 года, АФК "Кайрат" 19 раз становился участником Лиги Чемпионов УЕФА, благодаря 20-ти чемпионствам подряд в Чемпионате Казахстана по футзалу. Это абсолютный рекорд среди клубов Европы. Две звезды на эмблеме Кайрата означает, что они 2-х кратные обладатели золотых медалей Лиги Чемпионов УЕФА по футзалу.

## История
Клуб был основан в 1995 году под названием «Кайнур». И зимой 1996 года сразу выигрывает первенство Казахстана. Дальнейшими успехами алма-атинцев стали Кубки Казахстана (финалисты 1997 года, полуфиналисты 1998 года и наконец — обладатели Кубка 1999 и 2000 годов). Успехи в чемпионате РК пришли к клубу только после переименования в «Кайрат» в сезоне 2003/04. Клуб становился чемпионом Казахстана 19 раз подряд в сезонах 2004—2022 годов. К этому успеху алма-атинцы пришли при содействии бразильских легионеров, которые пополняли команду и в дальнейшем. Также «Кайрат» перешёл к практике привлечения иностранных тренеров: Пауло Аугусто, Файсал Сааб, Жозе Алесио, Барбоза, Какау, Кака и сейчас Марлон Веласко.
В середине сезона 2005/06 «Кайрат» оказался втянутым в скандал с карагандинской командой «Тулпар», снявшейся в феврале с чемпионата. По мнению президента карагандинского клуба Анатолия Смотрицкого, к «Тулпару» предвзято относились судьи и руководство департамента футзала, лоббирующих интересы «Кайрата».
«Кайрат» дебютировал в Кубке УЕФА по мини-футболу в сезоне 2004/05. Уже в следующем розыгрыше алматинцы сумели выйти в полуфинал, где они уступили московскому «Динамо».
В розыгрыше 2007/08 года «Кайрат» вновь вошёл в четвёрку сильнейших клубов Европы, а год спустя сумел стать бронзовым призёром турнира, обыграв в матче за третье место уже знакомый ему «Динамо-Ямал».
В сезоне 2009/10 алматинцы уступили путёвку в Финал четырёх азербайджанскому «Аразу», зато сумели завоевать её сезоном позже. Затем «Кайрату» удалось добиться права принять Финал четырёх в Алма-Ате. В полуфинале ему противостоял португальский «Спортинг». При поддержке своих болельщиков алматинская команда как никогда была близка к выходу в финал, однако вновь остановилась в шаге от него, уступив со счётом 2:3. Затем в матче за третье место «Кайрат» повторил достижение позапрошлогодней давности и, обыграв (3-3 и 5-3 в серии пенальти) португальскую «Бенфику», стал бронзовым призёром турнира.
В 2012 году «Кайрат» завоевал свой первый Суперкубок Казахстана. Годом ранее проиграл по сумме двух матчей карагандинскому «Тулпару».
В сезоне 2012/2013 «Кайрат» с новым тренером бразильцем Какау все-таки добился своего. Выйдя в очередной раз в Финал четырёх, который проходил в Тбилиси (Грузия), алматинский клуб в полуфинале выиграл у действующего обладателя Кубка испанской «Барселоны» (5-4), а в финале обыграл московское «Динамо» (4-3).
В сезоне 2014/2015 алматинский «Кайрат» в Лиссабоне (Португалия) в финале обыграл испанскую «Барселону» (3-2), и стал двукратным обладателем Кубка УЕФА по мини-футболу.

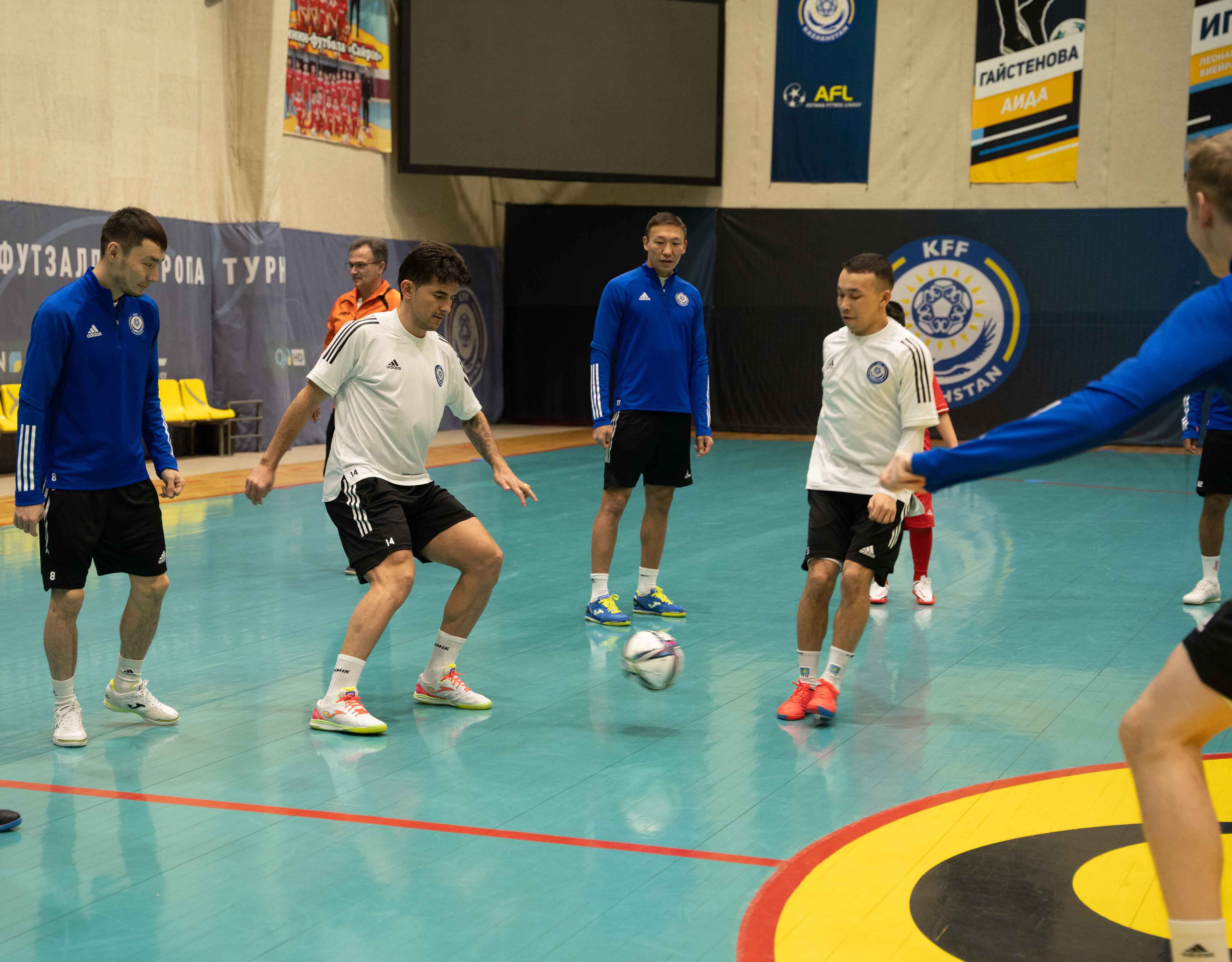
Игроки АФК Кайрат Игита и Биржан Оразов в составе сборной Казахстана по футзалу

В розыгрыше 2016/2017, который состоялся 28 — 30 апреля 2017 года в Алма-Ате, «Кайрат» стал первым клубом, принявшим «Финал четырёх» во второй раз. В полуфинале он проиграл будущему победителю испанскому клубу «Интер Мовистар» (2-3), но выиграл бронзовые медали у прошлогоднего победителя российского клуба «Газпром-Югра» (5-5, 3-2 по пенальти).
В марте 2018 года «Кайрат» в третий раз подряд и в четвёртый из пяти розыгрышей выиграл Кубок Ерёменко. После этого турнира многолетний бессменный тренер команды бразилец Какау (Рикарду Камара Собрал) заявил о своём уходе.
В 2018  команду возглавил бразильский специалист Рикардо Кака. Он стал главным тренером АФК Кайрат и сборной Казахстана.
В 2019 году в Алмате пробился рекорд кубка УЕФА по посещаемости игры Лиги чемпионов УЕФА. Официально игру на Халык Арене в Алматы посетило 12 090 человек.
В 2023 году Кака завершил свою работу в качестве главного тренера Кайрата, но остался главным тренером сборной Казахстана. На место главного тренера клуб пригласил испанского специалиста Марлона Веласке.
В конце августа 2023 года и перед началом сезона АФК Қайрат принял участие в  международном турнире по футзалу Record International Masters Cup в Портимане (Португалия) и стал победителем турнира.  Сначала алматинский клуб одержал победу над лиссабонским                       «Спортингом» со счетом 6:3 — голы у «Кайрата» забили Эдсон (2), Кайо Руис, Даурен Турсагулов, Денер и Алиссон. После этого был матч с другой лиссабонской командой, «Бенфикой» (5:2),  и победа над португальской командой «Брага» (1:0)

## Лига Чемпионов УЕФА по футзалу
Лига Чемпионов УЕФА по футзалу
- Победитель Лиги Чемпионов  УЕФА (2):
  - 2012/13, 2014/15.
- Обладатель Межконтинентального кубка (1):
  - 2014.
- Обладатель Кубка Ерёменко (4 рекорд):
  - 2014, 2016, 2017, 2018.

## Чемпионат Казахстана
- Чемпион (21 раз подряд, 22 всего): рекорд
  - 2003/04, 2004/05, 2005/06, 2006/07, 2007/08, 2008/09, 2009/10, 2010/11, 2011/12, 2012/13, 2013/14, 2014/15, 2015/16, 2016/17, 2017/18, 2018/19, 2019/20, 2020/21, 2021/22, 2022/23, 2023/2024, 2024/25

Кубок Казахстана
- Обладатель Кубка (18 раз подряд): рекорд
  - 1999, 2001, 2005, 2006, 2007, 2008, 2009, 2010, 2013, 2014, 2015, 2016, 2017,2018, 2019, 2020, 2021, 2022

Суперкубок Казахстана
- Обладатель Суперкубок (8 раз): рекорд
  - 2012, 2014, 2017, 2018, 2019, 2021, 2022, 2023

## Международные турниры
Победитель Международного турнира по футзалу Record International Masters Cup: 2023

## Состав
| Номер   | Имя                                | Дата рождения | Гражданство | Рост/вес |
| Вратари | Вратари                            | Вратари       | Вратари     | Вратари  |
| ------- | ---------------------------------- | ------------- | ----------- | -------- |
| 2       | Игита                              | 06.06.1986    | Казахстан   | 180/83   |
| 16      | Нарун Сериков                      | 30.09.2001    | Казахстан   | 168/60   |
| 1       |                                    | 20.11.1995    | Казахстан   | 170/70   |
| Игроки  |                                    |               |             |          |
| 5       | Даурен Нургожин                    | 21.05.1990    | Казахстан   | 173/68   |
| 6       | Эдсон Гомес дос Сантос             | 07.05.1992    | Казахстан   | 175/69   |
| 7       | Ранжел Тайан Песс Перейра          | 23.11.1990    | Бразилия    | 180/82   |
| 8       | Савио Валадарес                    | 30.01.1994    | Румыния     | 168/70   |
| 9       | Альберт Акбаликов                  | 05.01.1995    | Казахстан   | 175/75   |
| 10      | Чингиз Есенаманов                  | 10.03.1989    | Казахстан   | 167/71   |
| 11      | Жамар                              | 20.11.1995    | Казахстан   | 176/75   |
| 12      | Турсагулов Даурен                  | 02.07.1995    | Казахстан   | 176/75   |
| 13      | Витао - Виктор Оливейра Уго Сильва | 19.08.1995    | Бразилия    | 180/75   |
| 17      | Биржан Оразов                      | 17.10.1994    | Казахстан   | 179/79   |
| 20      | Турехан Досов                      | 06.10.1996    | Казахстан   | 175/70   |

## Бывшие известные игроки
- Жоан
- / Юрий Бутрин
- Густаво
- Келсон
- Динмухамбет Сулейменов
- Серик Жаманкулов
- Шоко
- Катата
- Какау
- Пика Пау
- Жаддер
- Вагиньо
- Бетао
- Карлос Мантованелли
- Же
- Ранжел
- Гадейя
- Умберто
- Фернандиньо